# Jimmy Fortune
Jimmy Fortune (nascido em 11 de março, 1955 em Williamsburg, Virginia) é um cantor de música country americana. 
Jimmy Fortune cantou para os Statler brothers por 21 anos. Ele se juntou a eles como um substituto para o doente Lew DeWitt em 1982 e se juntou ao grupo de forma permanente quando DeWitt não foi capaz de voltar ao palco. Fortune escreveu vários número um músicas que foram gravadas pelos Statler brothers , incluindo Elizabeth, Too Much on My Heart, My Only Love, e mais que um nome em uma parede. "Elizabeth", recentemente foi uma liberação bluegrass superior para Dailey & Vincent. Ele passou 21 anos em turnê, cantando e executando com eles até Don, Harold e Phil, os outros três membros do grupo se aposentou em 2002. Desde então, ele tem continuado uma programação extensa em desempenho os EUA e Canadá, e acabou de completar hosting the Music Festival Fortune-Williams, com Robin Williams e Linda. Ele continuou como compositor e tem cantado de fundo para uma série de projetos em Nashville, além de seus lançamentos próprios. Ele é casado com Nina por 19 anos, que ele credita ao palco com a manutenção de sua vida profissional em algum tipo de ordem. A Fortune apessoado tem um quadro fiel de fãs, alguns que datam da era Statler e muitos desenvolveram uma vez que muitos dos que se auto designam como "Caçadores de Fortuna". Ele não perdeu nada de sua faixa de tenor cristalino e notável alta, mas estendeu-o para um barítono meritório, bem agora que ele é um ato solo. Fortune já gravou quatro álbuns solo. Ele atualmente mora em Hendersonville, Tennessee não muito longe de Nashville.